# Spormaggiore
Spormaggiore là một đô thị ở tỉnh Trento ở vùng Trentino-Alto Adige/Südtirol của Ý, tọa lạc cách 15 km về phía tây bắc của Trento. Tại thời điểm ngày 31 tháng 12 năm 2004, đô thị này có dân số 1.233 người và diện tích là 30,2 km².
Spormaggiore giáp các đô thị: Tuenno, Ton, Campodenno, Sporminore, Mezzolombardo, Fai della Paganella, Cavedago và Molveno.